# Barbieria pinnata
Barbieria pinnata là một loài thực vật có hoa trong họ Đậu. Loài này được (Pers.) Baill. miêu tả khoa học đầu tiên.